# V. Nanammal

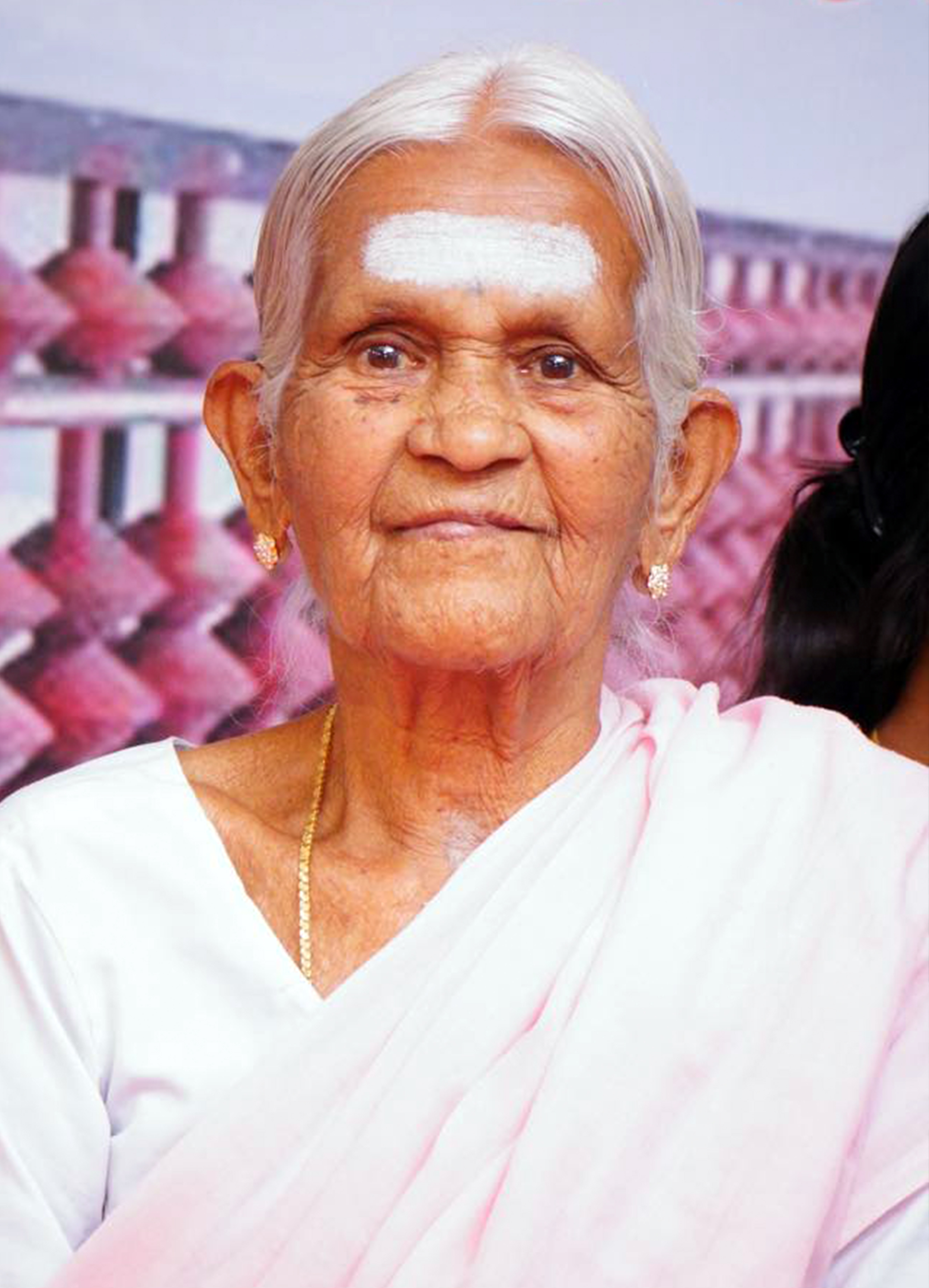
V. Nanammal (2018)

V. Nanammal (Tamil நானம்மாள்; * 24. Februar 1920 in Coimbatore im Bundesstaat Tamil Nadu; † 26. Oktober 2019 ebenda) war eine Yogameisterin und bekannt als die älteste Yogalehrerin Indiens.

## Leben und Wirken
Nanammals Familie besaß Kokosnuss- und Cashew-Farmen im Bundesstaat Kerala. Zudem waren ihr Vater und ihr Großvater registrierte indische Heilpraktiker (RIMP) und praktizierten als Familientradition die  traditionelle Siddha-Medizin. Ihr Vater begann, sie im Alter von acht Jahren im Yoga zu unterrichten. Sie heiratete einen Heilkundigen und entwickelte nach ihrer Heirat eine Vorliebe für Naturheilkunde. Sie hatte sechs Kinder, 12 Enkel und 13 Urenkel.
Sie beherrschte mehr als fünfzig Yoga Asanas und gründete im Jahr 1972 das Ozone Yoga Centre, wo sie einen traditionellen Yogastil mit Schwerpunkt auf Pranayama unterrichtete. Sie selbst ließ während ihres Lebens keinen Tag vergehen, ohne Yoga zu praktizieren. Im Laufe der Jahre bildete Nanammal über eine Million Schüler aus und unterrichtete täglich 100 Schüler im Yoga-Zentrum. Die Dame im einfachen rosa Sari lehnte Angebote von angesehenen Yoga-Verbänden in der ganzen Welt ab zu unterrichten, unter anderem, weil sie keine englischen Sprachkenntnisse besaß. Vor Ort, in ihrer Heimat, bildete sie in einer Zeitspanne von fast 50 Jahren mehr als 600 Schüler und 36 Familienmitglieder aus, die in die ganze Welt ausgezogen sind, um Yoga zu lehren.
Im Alter von 99 Jahren starb V. Nanammal.

## Auszeichnungen
- 2016: Nari Shakti Puraskar
- 2017: Yoga Ratna award
- 2018: Padma Shri